# Isabelle Antena
Isabella Powaga (* 1962 in Paris), bekannt als Isabelle Antena, ist eine französische Jazz-, Blue-Eyed-Soul-, Bossa-Nova- und Lounge-Pop-Sängerin. Bekannt wurde sie Ende der 1980er Jahre mit jazzigen Soul- und Acid-Jazz-Titeln.

## Biografie
Nach eigenen Angaben entdeckte Isabella Powaga ihre Freude am Singen und Stückekomponieren schon als Kind. Als Zehnjährige lernte sie Klarinette. Als sie zwölf war, bekam sie ihre erste Gitarre, mit siebzehn ihre erste Elektrogitarre. Mit 19 ging sie nach London, um für Rick Wakeman, den Keyboarder der Progressive-Rock-Gruppe Yes, als Au-pair-Mädchen zu arbeiten. Zurückgekehrt nach Paris, hatte sie zwei Dinge mitgebracht: gute Englisch-Sprachkenntnisse und den Willen, vom Musikmachen zu leben.
Inspiriert von einem Stück der deutschen Krautrock- und Electronic-Band Kraftwerk, gründete Isabella Powaga ihre erste Band: Antena. Unter Vertrag genommen von dem belgischen Label  Les Disques du Crepuscule, veröffentlichte die Gruppe 1982 ihre erste Single mit dem Titel Boy From Ipanema – ein frühes Paradestück des Electric Samba. Dem Label gefiel das Debüt, die Band zog in eine Wohnung in Brüssel um. Die erste Mini-LP, Camino del sol, wurde mit begrenztem Budget produziert. Die kommerziellen Erwartungen erfüllten sich allerdings nicht. Isabella Powaga modifizierte das Konzept, übernahm den bisherigen Bandnamen als neuen Nachnamen und nannte sich fortan Isabelle Antena.
Um für das US-amerikanische Major-Label Mercury Records ihr erstes Solo-Album En Cavale einzuspielen, zog Isabelle Antena erneut nach London. Die Zusammenarbeit mit Mercury erwies sich allerdings als kurzzeitig; für breiteren kommerziellen Erfolg war der musikalische Spagat zwischen Electronic, Lounge, Soul und Jazz zu anspruchsvoll. Antena kehrte nach Brüssel zu ihrem alten Label zurück. Hoping For Love, ihr drittes Album, entstand in enger Zusammenarbeit mit belgischen Jazzmusikern wie Michel Hatzigeorgiou und Johnny Dover sowie dem holländischen Pianisten Diederik Wissels. Weitere Alben sowie Single-Auskoppelungen folgten, darunter Romancia del amor, eines ihrer bekanntesten Stücke. 1986 und 1987 wurde Isabelle Antena zweimal Mutter; Sohn und Tochter erhielten die Namen Achilles und Penelope. Bis Anfang der 1990er veröffentlichte Isabelle Antena sieben Alben und ein halbes Dutzend Single-Auskoppelungen.
1991 liierte sich Antena mit dem Vaya-Con-Dios-Bassisten Dirk Schoufs. Zusammen mit Schoufs, der im Mai 1991 an den Folgen einer HIV-Infektion verstarb, produzierte sie zwei weitere Alben – Les derniers guerriers romantiques und Carpe Diem. Letzteres erschien nach Schoufs Tod und enthielt mit dem Song Corto ein Gedenkstück an die enge Zusammenarbeit. Bis 2008 folgten in zeitlich größeren Intervallen sechs weitere Alben. Wie auf den vorangegangenen Alben waren die Titel teils in französischer, teils in englischer Sprache gesungen. Weiterhin wegweisend blieb Isabelle Antena im Bereich der immer stärkere Breitenwirkung entfaltenden elektronischen Musik – speziell den Spielarten Electro Jazz und Bossa. Die Liste der Musiker, mit der sie zusammenarbeitete, umfasste einerseits gestandene Jazz-Koryphäen wie Barney Wilen und Jacques Pelzer, andererseits neue, von der elektronischen Musik kommende Künstler wie Thievery Corporation, Nicola Conte und Tracey Thorn. 2005 erschienen zwei Kompilationen mit Best-Of-Zusammenstellungen: Easy Does It und L’alphabet du plaisir – Best of (1982–2005). Bereits ein Jahr zuvor veröffentlichte das Retro-Label The Numero Group eine Zusammenstellung von frühen Titeln: Antena: Camino Del Sol. Im Jahr 2007 erschienen auf dem deutschen Label Permanent Vacation zudem ein Versions Spéciales – Camino Del Sol betiteltes Album mit Remixen von u. a. Todd Terje, Joakim, Nouvelle Vague, Lexx und Chromatics.
Außerhalb ihrer Musik produziert die Sängerin wenig Schlagzeilen. Motto, aufgeführt auf einer zweiten, ergänzenden Künstler-Webseite: „I'm a free spirit going my way“. Isabelle Antena lebt heute in Montpellier, Frankreich.

## Kritiken
Obwohl die meisten Veröffentlichungen von Isabelle Antena aus den 1980ern und 1990ern datieren, gilt sie im Bereich Electronic Jazz, Bossa und Nu Jazz als wichtige musikalische Referenz. Der Musikblog-Autor und Audio-Klangspezialist Heinz Gelking lobte in einer ausführlichen Rezension von Les derniers guerriers romantiques vor allem die gelungene Gesamtkombination aus Jazz und Electronic-Elementen: „Aber die Instrumente sind echt: der Sound der Bläser, die dicken Kontrabass-Saiten, die schillernden Becken des Schlagzeugs. Und kommt er da nicht eigentlich her, der Jazz, aus den Bars und den Tanzlokalen, von den siffigen kleinen Bühnen, die unter ein paar altersschwachen Scheinwerfern zu glamourösen Orten werden, wenn nur die richtigen Leute sie betreten? Hier stricken erstklassige Musiker für Isabelle eine Musik voller Sinnlichkeit und Atmosphäre.“

## Diskografie

### Alben
- Camino del sol (1982, Les Disques Du Crépuscule)
- En Cavale (1986, Les Disques Du Crépuscule)
- Hoping For Love (1987, Les Disques Du Crépuscule)
- Tous mes caprices (1988, Les Disques Du Crépuscule)
- Jouez le cinq (1989, Les Disques Du Crépuscule)
- Fire (1989, Les Disques Du Crépuscule)
- Intemporelle (1990, Les Disques Du Crépuscule)
- Les derniers guerriers romantiques (1991, Les Disques Du Crépuscule)
- Carpe Diem (1992, Vicvtor Musical Industries)
- Mediterranean Songs (1997, Victor Entertainment Japan)
- Take Me To Paradise (2001, Les Disques Du Crépuscule)
- Issy Does It (2005, Les Temps Modernes)
- French Riviera (2006, Gate Records)
- Bahama Soul Club (2008, Buyú Records)

### Kompilationen
- Antena: Camino Del Sol (2004, The Numero Group)
- Easy Does It (2005, Les Disques Du Crépuscule)
- L’alphabet du plaisir – Best of (1982–2005) (2005, Les Disques Du Crépuscule)

### Singles
- Boy From Ipanema (1982, Les Disques Du Crépuscule)
- Laying On The Sofa (1987, Les Disques Du Crépuscule)
- Le Poisson Des Mers Du Sud (1987, Les Disques Du Crépuscule)
- De l’amour et des hommes (1988, Les Disques Du Crépuscule)
- Romancia del amor (1988, Les Disques Du Crépuscule)
- Domine-toi (1989, Les Disques Du Crépuscule)
- Sur ton Ile (1991, Les Disques Du Crépuscule)